# Estación de Lozoyuela
Lozoyuela fue un apeadero ferroviario situado en el municipio español de Lozoyuela-Navas-Sieteiglesias, cerca de la localidad de Lozoyuela, en la Comunidad de Madrid. Las instalaciones, que forman parte del ferrocarril directo Madrid-Burgos, no prestan servicio de viajeros.

## Situación ferroviaria
La estación forma parte de la línea férrea de ancho ibérico Madrid-Burgos, punto kilométrico 65,3. Se encuentra situada a 1124,45 metros de altitud, entre las estaciones de Valdemanco y Garganta de los Montes. El tramo es de vía única y está sin electrificar.

## Historia
Las instalaciones ferroviarias de Bustarviejo-Valdemanco forman parte del ferrocarril directo Madrid-Burgos. Esta línea fue inaugurada el 4 de julio de 1968, tras haberse prolongado las obras varias décadas, siendo el objetivo del trazado reducir el tiempo de recorrido entre Madrid y la frontera francesa. El edificio de viajeros, que formaba parte de las estaciones originales de la línea, fue derribado. En la década de 1990 la línea ya se encontraba en declive y la mayoría de estaciones fueron cerradas al tráfico. Este apeadero, al igual que la mayoría de las estaciones intermedias de la línea, dejó de tener servicio de viajeros en 1998. Desde enero de 2005, con la extinción de la antigua RENFE, el ente Adif pasó a ser el titular de las instalaciones ferroviarias.

## La estación
Las instalaciones se sitúan a 4,5 km del núcleo de Lozoyuela, siguiendo la carretera M-988, que finaliza en la misma estación. El edificio de viajeros, que formaba parte de las estaciones originales de la línea, fue derribado. Dicho edificio, era de un estilo singular, sólo compartido con el del apeadero de Navarredonda-San Mamés también demolido. Únicamente conserva una caseta de obra que sirve como gabinete de circulación. Del almacén y muelle de carga sólo quedan vestigios. La plataforma estuvo preparada para una segunda vía, lo que nunca se llevó a cabo.